# Carmen Vincelj
Carmen Vincelj (* 30. August 1972 in Stuttgart) ist eine deutsche ehemalige professionelle Turniertänzerin.

## Leben
Carmen Vincelj ging in Pforzheim zur Schule. 1989 begann sie beim Schwarz-Weiß-Club Pforzheim mit dem Tanzsport. Mit ihrem Partner Carsten Krause gewann sie 1991 die deutsche Meisterschaft der A-Klasse Latein. Mit Sandro Cavallini wurde sie am 27. Januar 1996 Vizemeister beim Goldstadtpokal, ein IDSF International Open Latin-Turnier in Pforzheim, nachdem sie zuvor mit ihm bei den Amateuren zweimal deutscher Vizemeister (1994 und 1995) geworden war. Mit Allan Tornsberg, ihrem Tanzpartner von März 1996 bis Dezember 1998 gewann sie die German Open 1997 und das WD&DSC World Professional South American Showdance Championship 1997 in Scheveningen. Außerdem wurde sie mehrere Male Vizemeister und erreichte mehrere dritte Ränge.
Am 17. März 1999 begann ihre Partnerschaft mit Bryan Watson, die beide an die Weltspitze beförderte. Sie wurden neun Mal in Folge Weltmeister in den Lateinamerikanischen Tänzen (1999–2007) und sieben Mal Europameister (1999–2003 und 2005–2006). Sie werden bei 144 Turnierergebnissen 137 Mal auf dem ersten Platz geführt. Vincelj und Watson traten am 30. Mai 2007 vom aktiven Tanzsport zurück.